# Longebruchus clermonti
Longebruchus clermonti là một loài bọ cánh cứng trong họ Bruchidae. Loài này được Pic miêu tả khoa học năm 1953.